# Филиппов, Пётр Павлович
Пётр Павлович Филиппов (28 апреля [10 мая] 1891, Санкт-Петербург — 9 октября 1965, Ленинград) — российский и советский футболист, полузащитник и тренер. Заслуженный мастер спорта СССР (1946).
Член петербургской футбольной семьи братьев Филипповых (остальные — Александр, Сергей и Георгий).

## Биография
Родился в семье петербургского купца 2-й гильдии Павла Дмитриевича Филиппова и его супруги Елизаветы Михайловны. В семье было пятеро сыновей — Дмитрий, Александр, Сергей, Георг, Пётр и три дочери — Елизавета, Надежда и Антонина.
В Великобритании получил высшее техническое образование. В 1912—1914 годах играл в любительской команде «Норсимен» Эдмонтон, Лондон (en:Edmonton, London) во время стажировки в лесокомпании «Воксхолл». Выступал за петербургские/ленинградские команды «Коломяги» (1914—1923), «Спартак» Петроградский район (1924—1926), «Стадион им. Ленина» (1927—1928). Многократный чемпион Петербурга/Ленинграда. Играл за сборные города (1915—1928, капитан команды в 1915—1925), РСФСР (1923), чемпион РСФСР (1924), вице-чемпион СССР (1924). В 1924—1925 годах провёл два официальных и 11 неофициальных матчей за сборную СССР, в 1925 был капитаном команды.
В «44-х» (журнал «ФиС»)— № 1 (1928).
Неоднократный чемпион РСФСР и СССР по хоккею с мячом.
В 1936—1938 годах тренировал ленинградский «Сталинец», считающийся предшественником «Зенита», в 1940 — «Зенит» и тбилисское «Динамо».
Скончался 9 октября 1965 года после второго инфаркта. Похоронен на Большеохтинском кладбище.